# 廣承岩寺

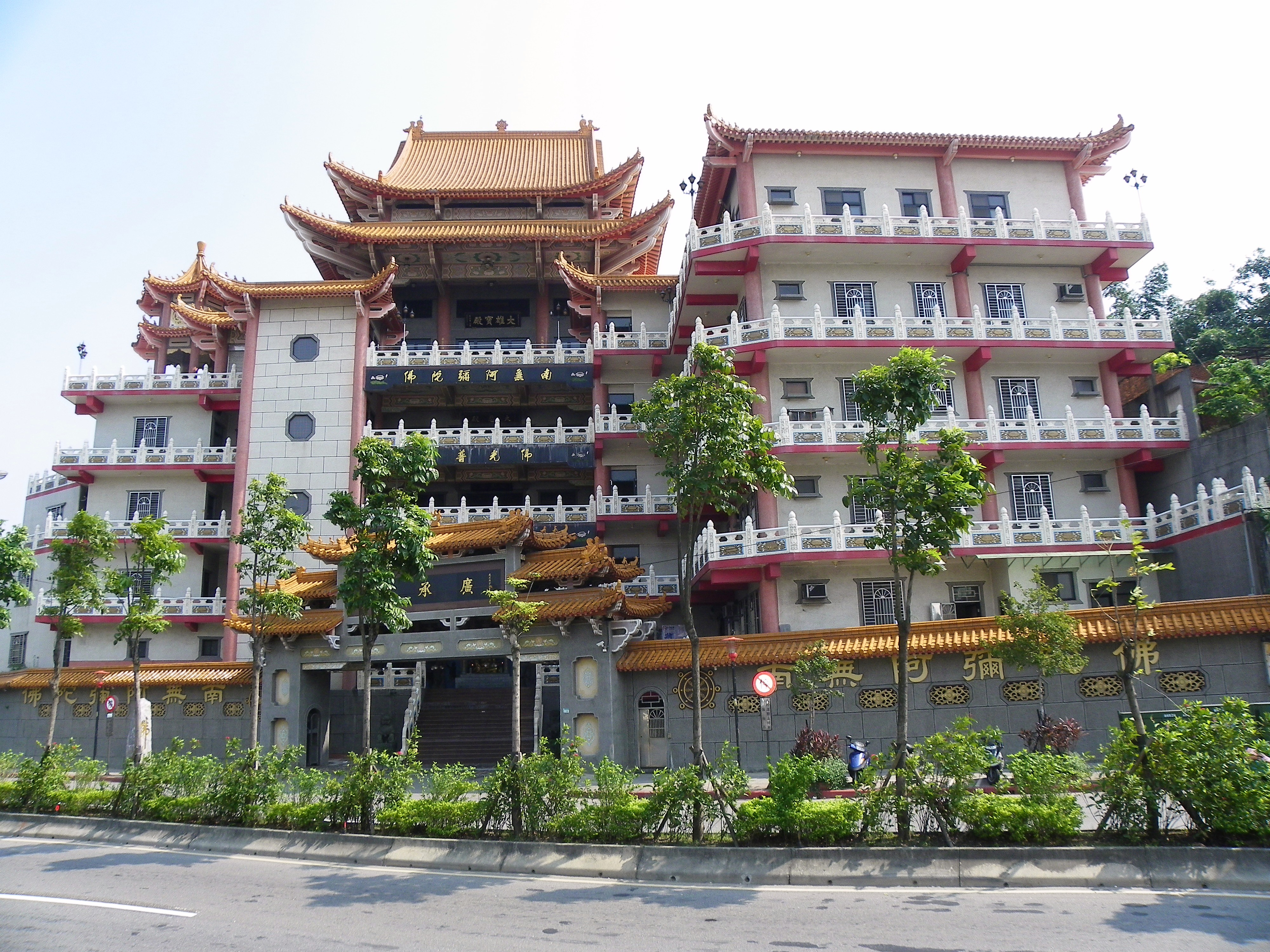
廣承岩寺

廣承岩寺，又稱廣承岩，寺址位於新北市土城區金城路一段78號，土城捷運站正對面，走進寺門順著樓梯而上，首先映入眼簾的是彌勒佛像，一、二樓為辦理一般寺務之知客室，三樓是「地藏殿」供奉地藏菩薩、達摩祖師及觀世音菩薩、四樓是「大悲殿」、五、六樓是「大雄寶殿」，寺內所供奉之諸佛菩薩塑像，雕刻精美，法相莊嚴。
　　

## 歷史
廣承岩是民國58年(1969年)所創建，由廣欽老和尚弟子傳斌法師為首任住持，民國67年依小山崙地形擴建華藏塔、大雄寶殿、藏經閣等建築。現今的廣承岩，為民國83年所闢建的現代化大樓，外觀保留傳統廟宇式建築，由於金城路拓寬改建，原有的1400餘坪寺地被徵收1000坪左右，只好改建成大樓形式。廣承岩與承天禪寺及六龜妙通寺都是廣欽老和尚的傳法道場，一樣是遵照福建承天寺祖庭『廣傳道法，普化無為。』一脈相傳，一樣視廣欽老和尚為『開山祖師』。
廣欽老和尚的舍利子在寺後的塔中，欲往寺廟後院禮塔，可以從寺旁階梯走上去。後院右側是三層的「廣欽塔」、左為五層的「華藏塔」，廣欽老和尚的舍利子供俸於「廣欽塔」頂層。